# Bernarda Marovt
Bernarda »Bernie« Marovt, slovenski fotomodel, * 13. avgust 1960, Celje
Zmagala je na tekmovanju Miss Jugoslavije 1983. Na tekmovanju za miss sveta v Londonu je prišla med top 15 in osvojila nagrado za miss sveta, miss Fotogeničnosti..
Top model Italije, Top model Europe in sveta, nagrado za življenjsko delo, naziv za najbolj fotografiran obraz na svetu, po izboru za revijo Jana je dobila naziv Slovenska lepotica stoletja.

## Manekenstvo

### Začetki
V Centru za sodobno oblačenje v Ljubljani je obiskovala manekensko šolo.

### Miss Jugoslavije za miss sveta
Ko je živela v Zagrebu kot fotomodel in manekenka, je osvojila naslov miss Jugoslavije 2. septembra 1983 v tamkajšnji dvorani doma športov. Sedemčlansko žirijo je vodila miss sveta Mariasela Lebron iz Dominikanske republike. Na to tekmovanje jo je naknadno povabil Džavid Husić, urednik revije As.
Istega leta je pozirala gola za zagrebški Start (fotografije je posnel Čedo Komljenović), ki jo je poslal v Rim na natečaj revije Penthouse. Ker je tekmovala na Miss sveta, je njeno golo fotografijo objavil londonski Daily Mirror. Leta 1984 je Marovtova tožila Start za milijon dinarjev, ker naj bi neupravičeno objavil njene fotografije.

## Manekenska šola Bernie modeli
Leta 2017 je šel njen zavod Bernie modeli v likvidacijo. Leta 2018 je odprla društvo Bernie modeli.

## Zasebno
Odraščala je v Ljubnem ob Savinji. Ima sestro. Visoka je 179 centimetrov.